# Luis Osoro
Luis Osoro, né en 1916 en Espagne, est un joueur espagnol de football. Il pouvait évoluer comme défenseur, demi ou attaquant.

## Biographie
Luis Osoro joue à l'Athletic Club de Bilbao. En juillet 1945, au lendemain de la Seconde Guerre mondiale, Osoro débarque en Gironde pour évoluer avec le club des Girondins de Bordeaux. Il n'y reste que quelques mois (seulement 10 matchs disputés) et part en octobre de la même année pour le club du Havre AC. Devant les réclamations du club bordelais, estimant son transfert irréalisable, Osoro est contraint de retourner à Bordeaux jusqu'à la fin de la saison.
Il part ensuite pour une saison avec le club de l'AS Béziers, puis rejoint en 1947 le club du SO Montpellier contre une somme de 500 000 francs.
En 1949 il signe enfin au CA Paris, où il joue généralement demi centre. Il y est victime d'une fracture du péroné lors de la saison 1949-1950, qui le tient éloigné des terrains plusieurs mois. Il espère alors à 32 ans signer un nouveau contrat mais il semble qu'il ne s'accorde finalement avec aucun club professionnel et que sa carrière s’arrête là.